# Elfriede Borodin
Elfriede Borodin, född 1909 i Berlin, död 1992 i Phoenix i USA, var en tysk skådespelare.

## Filmografi i urval
- 1942 - Reunion in France
- 1942 - Woman of the Year
- 1940 - Black Friday
- 1932 - Mein Leopold
- 1930 – Väter und Söhne
- 1929 - Flucht in die Fremdenlegion